# Petroperú
Petróleos del Perú S.A. (Petroperú) è una società petrolifera statale peruviana. Trasporta, raffina e commercializza il greggio e i suoi derivati. Nacque il 24 luglio 1969 durante la presidenza di Juan Velasco Alvarado, usando le proprietà espropriate da compagnie petrolifere locali e della International Petroleum Company filiale di Esso.
A causa della cattiva manutenzione sui tubi della North Peruvian Pipeline nel febbraio 2016 si è resa responsabile dell'inquinamento dei fiumi Inayo, Chiriaco e Marañon provocato dallo sversamento da 500 000 litri di petrolio (3000 barili) nel distretto di Morona, regione di Loreto, abitato da circa 8000 persone.

## Storia

### Inizi
Il 9 ottobre 1968, il governo di Juan Velasco Alvarado ordinò il sequestro degli impianti IPC presso la raffineria di Talara, lo stesso effettuato dalle forze della Prima Regione Militare con sede a Piura, al comando del generale Fermín Málaga. Questo fatto ha avuto un grande impatto sul paese e ha aiutato il governo a consolidarsi al potere. La data del 9 ottobre è stata celebrata in tutto il governo militare come la Giornata della dignità nazionale.
Successivamente, Petroperú è stata creata per legge il 24 luglio 1969, dopo l'espropriazione della compagnia petrolifera internazionale International Petroleum Company e Standard Oil del New Jersey, da parte del governo dell'allora presidente della repubblica, EP Juan Velasco Alvarado. Non appena fu creata la nuova compagnia petrolifera, il cui primo consiglio di amministrazione era presieduto dal generale Marco Fernández-Baca Carrasco, dovette affrontare una nuova sfida che ne definì il profilo: gestire e mantenere quasi tutta la complessa industria petrolifera del paese con il proprio personale e senza il supporto tecnico dalla comunità petrolifera internazionale, poiché vi era il rifiuto alla collaborazione in quanto era stato avviato un processo di nazionalizzazione dal governo rivoluzionario.
L'autoapprovvigionamento di petrolio è stato progressivamente raggiunto, grazie alle storiche scoperte dei giacimenti nella giungla settentrionale e alla costruzione dell'oleodotto del Nord Peruviano.

### Presente
L'accordo che è stato fatto nel 2011 con l'ex presidente venezuelano Hugo Chávez, era quello di sfruttare la Cintura dell'Orinoco del Venezuela come nuovo partner, non si è avverato. Ha anche partecipato alla costruzione del Gasoducto del Sur per migliorare le condizioni economiche nel sud del paese. Ha inoltre investito circa 400 milioni di dollari per la costruzione di un metanodotto iniziato nella città di Pisco, nello stesso anno.